# Tobat
Tobat is een bestuurslaag in het regentschap Padang Sidempuan van de provincie Noord-Sumatra, Indonesië. Tobat telt 2252 inwoners (volkstelling 2010).